# Страсбур-Кампань
Стра́сбур-Кампа́нь (фр. Strasbourg-Campagne) — колишній округ у Франції, в складі департаменту Нижній Рейн регіону Ельзас.  2015 року округ розформовано, муніципалітети ввійшли до округів Саверн,  Страсбург,  Агено-Віссамбур і Мольсайм.

## Склад
Округ включав у себе 8 кантонів:
| Кантон                | Площа, км² | Населення, осіб | Рік  | Адміністративний центр | Кількість муніципалітетів |
| --------------------- | ---------- | --------------- | ---- | ---------------------- | ------------------------- |
| Бішайм                | 7,83       | 27489           | 1999 | Бішайм                 | 2                         |
| Брюмат                | 198,49     | 45038           | 1999 | Брюмат                 | 21                        |
| Гайспольсайм          | 97,38      | 30109           | 1999 | Гайспольсайм           | 10                        |
| Ошфельден             | 133,91     | 15223           | 1999 | Ошфельден              | 29                        |
| Ількірш-Граффенстаден | 35,01      | 51436           | 1999 | Ількірш-Граффенстаден  | 3                         |
| Мюндольсайм           | 73,59      | 45029           | 1999 | Мюндольсайм            | 14                        |
| Шильтігайм            | 7,63       | 30841           | 1999 | Шильтігайм             | 1                         |
| Трюштерсайм           | 132,32     | 19259           | 1999 | Трюштерсайм            | 24                        |

## Населені пункти
Найбільші населені пункти округу з населенням понад 5 тисяч осіб:
| Муніципалітет         | Населення, осіб | Рік  | Кантон                |
| --------------------- | --------------- | ---- | --------------------- |
| Шильтігайм            | 30841           | 1999 | Шильтігайм            |
| Ількірш-Граффенстаден | 26829           | 2007 | Ількірш-Граффенстаден |
| Бішайм                | 17968           | 2007 | Бішайм                |
| Ленгольсайм           | 16954           | 2007 | Ількірш-Граффенстаден |
| Оствальд              | 10761           | 2007 | Ількірш-Граффенстаден |
| Оенайм                | 10726           | 1999 | Бішайм                |
| Брюмат                | 9937            | 2006 | Брюмат                |
| Гайспольсайм          | 7031            | 1999 | Гайспольсайм          |
| Суффельвеєрсайм       | 6017            | 1999 | Мюндольсайм           |
| Екбольсайм            | 5937            | 1999 | Мюндольсайм           |
| Ла-Ванцено            | 5750            | 2007 | Брюмат                |
| Венденайм             | 5720            | 2004 | Брюмат                |
| Мюндольсайм           | 5317            | 2006 | Мюндольсайм           |
| Фегерсайм             | 5173            | 2007 | Гайспольсайм          |

| Франція | Це незавершена стаття з географії Франції. Ви можете допомогти проєкту, виправивши або дописавши її. |